# 귀덕2리항
귀덕2리항은 제주특별자치도 제주시 한림읍 귀덕2리에 있는 어항이다. '진질개포구'라고도 한다. 2004년 9월 23일 어촌정주어항으로 지정되었다. 관리청은 제주시, 시설관리자는 제주시장이다.

## 어항 연혁
귀덕리는 포구를 중심으로 마을이 길게 늘어서 있다 하여 마을 '진질'(長路)이라고 부른다. 방파제를 떠받치는 코지 이름도 '진질'이다. 포구 이름은 '진질개'이다. 진질개는 주변의 지형을 활용하여 만들었다. 포구 왼편에 자리잡은 '진질코지'가 축이 되어 1985년부터 시작된 방파제가 이어진다. 100m가 족히 되는 이 코지는 포구의 버팀목인 셈이다. 진질개는 '안캐', '중캐', '밖캐'로 축조되어 있다. 진질개 정면에는 '검은여'와 '가시린여'가 있다. 이 사이에는 '조기빌레'라는 수중암초가 있어 파도의 거센 흐름을 막아준다. 진질 사람들은 이들 지형에 대해 꽤 익숙한 까닭에 드나드는데 큰 불편은 없다고 한다. '검은여'에는 항로표시 구조물이 설치되어 있다. 포구 오른 편에는 도대불이 남아 있다. 진질개에 정박하는 어선들은 연승 또는 채낚기 어선들이다.

## 어항 구역
- 육지로부터 N방향으로 148m 지점 (0˚00')과 이 점에서 E방향으로 210m 지점(270˚00'), 그리고 이 점에서 S방향으로 221m(0˚00') 육지를 연결한 선을 따라 형성된 국·공유지 (44,620m2)[1]

## 어항 시설
귀덕2리항은 물양장 101m, 선착장 126m, 방파제 135m가 축조되어 있다.

## 주요 어종
- 갈치, 옥돔, 방어, 오징어

## 주변 관광
귀덕2리항은 해안도로변을 따라 천혜의 해안경관을 갖추고 있다. 또한, 한수풀 해녀학교가 위치하여 사라져가는 해녀문화를 체험할 수 있으며, 도대불이라는 어로 유적이 있다.